# Gobio (Cameroun)
Pour les articles homonymes, voir Gobio.
Gobio est une localité du Cameroun située dans la commune de Kalfou, le département du Mayo-Danay et la Région de l'Extrême-Nord, sur la route reliant Yagoua à Kalfou, à proximité de la frontière avec le Tchad.

## Population
En 1967, la localité comptait 843 habitants, principalement des Peuls, des Toupouri, des Mousgoum.
Lors du recensement de 2005, ce chiffre s'élevait à 2 178.